# Антикомунизъм
Антикомунизъм е продемократично противопоставянето на комунизма. Исторически думата „комунизъм“ се е използвала за означаване на различни видове колективни обществени организации и техните поддръжници, но след средата на XIX век основна школа на комунизма става марксизмът. В този смисъл терминът „антикомунизъм“ най-често се употребява, за да се опише противопоставянето на Марксисткия комунизъм. В България антикомунизмът е и форма на предпазна „мимикрия“ на множество бивши комунисти.
Марксизмът и формата комунизъм, която се свързва с него, придобива значимост през XX век. Организираният антикомунизъм се появява като реакция на нарастващата популярност на комунистическите движения и се разгръща в различни форми с течение на времето. Консервативните монархисти в Европа се съпротивляват срещу първата вълна на комунистически революции от 1917 до 1922 години (виж Октомврийска революция и Ноемврийска революция). В основата на фашизма и нацизма заляга яростен антикомунизъм, като те подбуждат страх от комунистическите революции, за да спечелят политическа власт и да унищожат комунизма през Втората световна война. Националистите се противопоставят на комунизма в многобройни граждански войни по света (виж Испанска гражданска война) (в тази война участват и анархо-комунисти, които нямат нищо общо с антикомунизма). Либерализмът е характерен за външната политика на Западните сили (Англия, Франция и САЩ) в периода между двете световни войни и преобладава сред интелектуалните среди на антикомунистите през втората половина на XX век.
След Октомврийската революция в Русия Марксиският комунизъм започва широко да се свързва със Съветския съюз (въпреки че има много марксисти и комунисти, които не поддържат Съветския съюз и политиката му). Като резултат, антикомунизмът и противопоставянето на Съветския съюз стават почти едно и също нещо, особено в областта на външната политика. Антикомунизмът е важен елемент във външната политика на Страните от Оста през 30-те години на XX век и през Втората световна война (виж Антикоминтерновски пакт), както и на САЩ по време на Студената война. 